# Oranjemuseum
Het Oranjemuseum is een voormalig Nederlands museum in Baarn. Het Oranjemuseum was gewijd aan het Huis van Oranje-Nassau en was tussen 1987 en 2000 gevestigd aan de Luitenant Generaal van Heutszlaan in een goederenloods achter het vroegere Station Baarn Buurtstation. Deze loods was in 1948 gebouwd als het 'Entrepot van Amstel & Co'. Het laad- en losperron is nog aanwezig.
Aanleiding tot de oprichting van het museum was het gouden huwelijk in 1987 van prinses Juliana en prins Bernhard. Zij woonden tijdens hun huwelijk op het nabijgelegen Paleis Soestdijk. Voor de museumopzet werd contact gezocht met het Oranjemuseum in Dillenburg, de geboorteplaats van prins Willem van Oranje. Op 19 mei 1987 opende prins Bernhard het museum in aanwezigheid van prinses Juliana.

## Collectie
In het Oranjemuseum stonden maquettes van Paleis Soestdijk, paleis Huis ten Bosch en het stamslot van de Oranjes, het Slot Dillenburg. Ook was er een replica van de Gouden Koets. Het museum beschikte over schilderijen, borstbeelden en boeken over de Oranjes. In de vitrines stonden bekers, borden, onderscheidingen en lepeltjes die herinnerden aan hoogtijdagen uit het leven aan het Hof. De collectie bestond vooral uit stukken vanaf de periode van stadhouder Willem V. Leden van het koninklijk huis schonken ook zelf artikelen. Zo gaf prins Bernhard de koninklijke standaard op zijn auto en het generaalsuniform der vliegers. Via het personeel kwam het museum aan het opklapbare schrijfbureautje van koningin Emma en het porseleinen poppenserviesje van Wilhelmina. Aan prins Hendrik herinnerde het Inteekenboek, een persoonlijk gastenboek. Veel van de bonte verzameling voorwerpen werd aangeboden door het publiek.

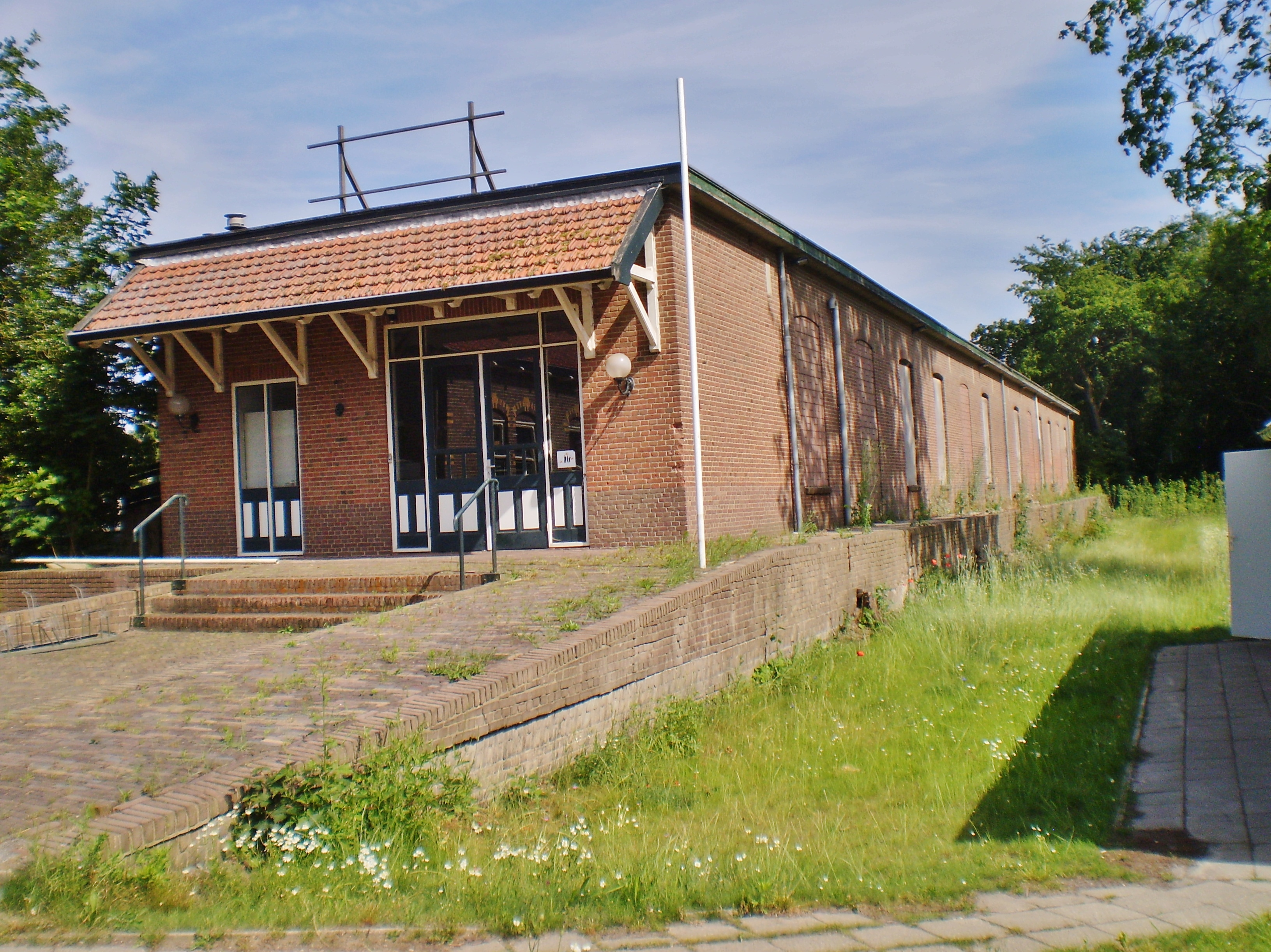
Het vroegere Oranjemuseum in 2016

Meermalen werd er een thema-expositie gehouden. Zo was er in 1989 een tentoonstelling Willem III & Mary. In 1991 werd de tentoonstelling In dienst van Oranje. Geschiedenis en uniformering van het Militair Huis gehouden, die geopend werd door prins Bernhard.
In 1995 werden brieven van Emma, Wilhelmina en Juliana geëxposeerd.
In 1998 werd in het museum een Eschertentoonstelling gehouden, honderd jaar na het geboortejaar van lithograaf M.C. Escher die tussen 1941 en 1972 in Baarn woonde. Het initiatief hiervoor kwam van de Baarnse M.C. Escher Foundation waarvan enkele bestuursleden indertijd ook in het Oranjemuseum-bestuur zaten.

## Sluiting
In maart 2000 sloot het museum, waarna de collectie verhuisde naar Paleis Het Loo en het Museum Buren & Oranje in Buren. Er was nog even sprake om in het gebouw een Eschermuseum te huisvesten. Dat museum zou echter in Den Haag worden gevestigd.